# Калахарі

Пустеля Калахарі (позначена червоним)

Калаха́рі — природна, переважно напівпустельна область у центральній частині Південної Африки, на території Анголи, Ботсвани, Замбії, Зімбабве, Намібії і ПАР.
Найспекотніша ділянка Калахарі — обширна впадина (завдовжки близько 2000 км, завширшки понад 1200 км, площею близько 630 тис. км²), яка простягається з півночі на південь та окантована на сході й заході східчастими плато і глибовими хребтами. На півночі її межею служить вододіл Конго — Замбезі; на півдні — долина Оранжевої річки. Переважають висоти 900—1000 метрів. На рівнинній поверхні — червоні й білі піски, що утворюють пологі дюни, висотою до 100 м на півдні й південному заході. На заході солончаки.

## Клімат
Клімат переважно тропічний, на захід від річки Замбезі — субекваторіальний. Рівень опадів — від 150 мм на рік на півдні і до 1000 мм на півночі.
Калахарі — один із найспекотніших районів Південної Африки. Середньомаксимальна температура — плюс 29 °C, а середньомінімальна — плюс 12 °C, випаровуваність 3000 мм.

## Фауна та флора
Рослинність — на півночі рідколісся, паркові савани з акаціями, молочайними і баобабами; на південь від 20° пд. ш. — спустеленні дерево-чагарникові савани; на південь і південний захід — ландшафти напівпустель і пустель, на значних просторах позбавлені рослинного покрову.
У пустелі Калахарі можна зустріти таких представників фауни:
- Ссавці: слон, гіпопотам, антилопа гну, зебра, лев, сарнобик, антилопа-стрибун, павіан, кама, гієна, піщанка, сумчастий щур, довгоніг, летючі собаки.

- Птахи: чоботар (шилодзьобка), сипухи, голоногі сірі сови, крикливий орлан, фламінго, єгипетський гусак, червоногруда мала гуска, якани, малий строкатий зимородок, зелений голуб, журавель вінценосний, страус.

- Рептилії: крокодил, різні види жаб, ящірки, пітон, африканська яєчна змія, карликова гадюка. Комахи: мурахи, жужелиці, одноденки, терміти.

- Інші безхребетні: скорпіони, креветки.

- Риби: соми, щуки, форель[1].

## Ландшафти

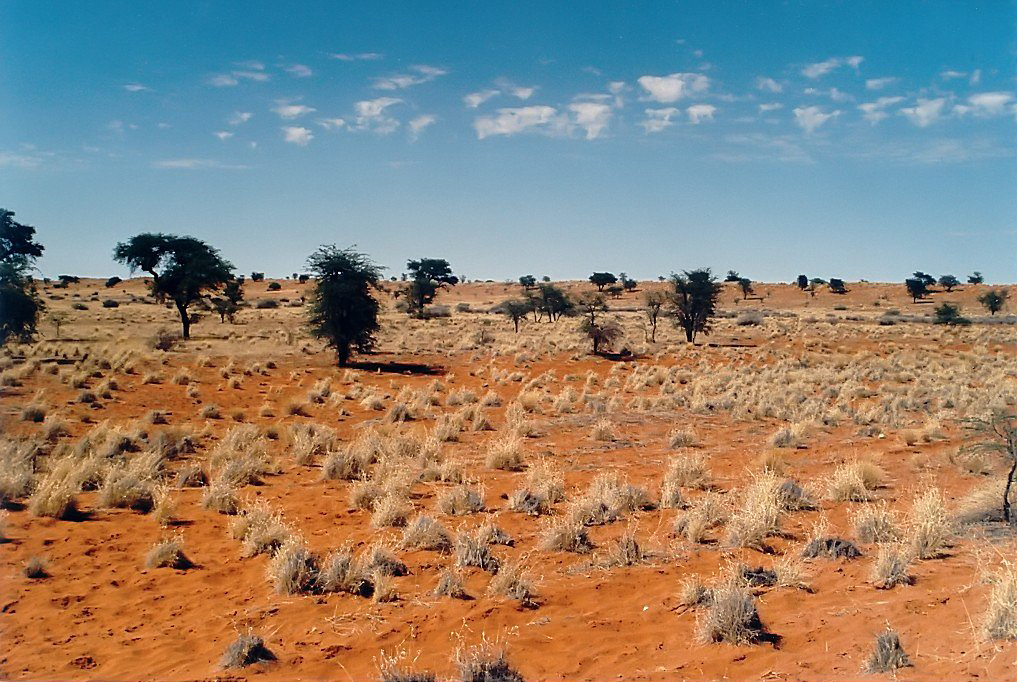
Типовий ландшафт Калахарі

За фізико-географічним районуванням Африки пустеля Калахарі лежить у межах Південноафриканської фізико-географічної країни. Її ландшафти належать до саванового південноафриканського типу ландшафтів і представлені 6 групами ландшафтів: 1 — низовинних і височинних алювіальних і озерно-алювіальних внутрішньоконтинентальних рівнин; 2 — озерно-солончакових западин; 3 — еолових рівнин; 4 — високих рівнин на палеогенових пісковикових відкладах; 5 — високих ступінчастих плато на моноклинальних палеозойських пісковиках і вапняках; 6 — високих цокольних рівнин на кристалічній основі Африканської платформи. Найпоширенішими в пустелі Калахарі є піщані дюнні ландшафти (характерні для центральної та південно-західної частини Калахарі), сухі савани та напівпустелі (найпоширеніші ландшафти із домінуванням злакової рослинності), солончаки, висохлі озерні котловини (пані), болотно-річкові природні комплекси дельти Окаванго.
Нижче наведено код для покращення статті у Вікіпедії, який створює новий розділ «Туризм» з відповідними підрозділами, посиланнями на джерела та внутрішньою розміткою.

## Туризм
Пустеля Калахарі, що простягається на території Ботсвани, Намібії та ПАР, є унікальним туристичним напрямком, який приваблює мандрівників своїми червоними дюнами, величезними просторами та можливістю побачити дику природу, адаптовану до посушливих умов. На відміну від справжніх пустель, Калахарі є напівпустелею, що підтримує різноманітну флору та фауну. Туризм у регіоні зосереджений на сафарі, культурних взаємодіях та пригодницьких видах відпочинку.

### Сафарі та спостереження за дикою природою
Калахарі є домом для багатьох видів диких тварин, які пристосувалися до життя в посушливих умовах. Найпопулярнішими місцями для сафарі є Центрально-Калахарський заповідник (англ. Central Kalahari Game Reserve) у Ботсвані та Національний парк Кгалагаді-Трансфронтьєр (англ. Kgalagadi Transfrontier Park), що розташований на кордоні ПАР та Ботсвани.
Тут можна зустріти таких тварин, як калахарський лев із характерною чорною гривою, гепард, леопард, плямиста гієна та бура гієна. Серед травоїдних поширені орикс, спрингбок, гну та жираф. Регіон також відомий своїми популяціями сурикатів. Спостереження за дикою природою, або гейм-драйви (англ. game drives), зазвичай проводяться на повнопривідних автомобілях рано вранці та пізно ввечері, коли тварини найбільш активні.
Калахарі також є важливим орнітологічним регіоном, де мешкає понад 200 видів птахів, особливо після дощів.

### Активний відпочинок та пригоди
Ландшафт Калахарі створює умови для різноманітних видів активного відпочинку.

#### Піші прогулянки та бушволкінг
Піші сафарі, або бушволкінг (англ. bushwalking), є популярним способом дослідження пустелі. Часто їх проводять місцеві гіди з народу Сан (бушмени), які діляться своїми унікальними знаннями про виживання в пустелі, вистежування тварин та використання рослин у медичних цілях. Це дозволяє туристам глибше зрозуміти екосистему та культуру регіону.

#### Велосипедні тури
Для любителів велоспорту організовуються тури на гірських та електричних велосипедах (E-bike). Маршрути пролягають через заповідники та дозволяють побачити ландшафти Калахарі в іншому темпі. Існують як короткі, так і багатоденні велосипедні експедиції.

#### Квадроцикли та багі
Деякі лоджі та туроператори пропонують екскурсії на квадроциклах. Це дозволяє досліджувати червоні дюни та відкриті рівнини, отримуючи при цьому дозу адреналіну.

#### Прогулянки на верблюдах
Хоча це менш поширений вид активності, деякі оператори пропонують прогулянки на верблюдах, що є історично автентичним способом пересування пустелею та надає унікальний досвід.

### Астрономічний туризм (Спостереження за зірками)
Калахарі вважається одним із найкращих місць у світі для спостереження за зоряним небом завдяки відсутності світлового забруднення та чистому сухому повітрю. Вночі тут відкривається неймовірний вид на Чумацький Шлях та південні сузір'я. Багато сафарі-лоджів обладнані телескопами та пропонують гостям послуги професійних астрономів, які проводять нічні екскурсії небом.

### Культурний та екологічний туризм
Важливою складовою туризму в Калахарі є культурна взаємодія з корінним народом Сан. Туристи мають можливість відвідати громади Сан, де місцеві жителі діляться своїми традиціями, мовою, музикою та навичками виживання. Такі програми часто є частиною громадського туризму (англ. community-based tourism), що забезпечує сталий дохід для місцевих громад та сприяє збереженню їхньої унікальної культури.
Екотуризм спрямований на мінімізацію впливу на крихку екосистему пустелі та підтримку проєктів з її збереження. Багато лоджів працюють за принципами сталого розвитку, використовуючи сонячну енергію та переробку відходів.

### Спеціалізовані тури

#### Фотографічні тури
Завдяки унікальному освітленню, яскравим кольорам червоних пісків та контрастним пейзажам, Калахарі є популярним напрямком для фотографів. Організовуються спеціальні фото-сафарі, які проводяться професійними фотографами. Тури плануються з урахуванням найкращого часу для зйомки — на світанку та заході сонця.

#### Оздоровчі та духовні ретрити
Спокій та ізольованість Калахарі сприяють проведенню оздоровчих та духовних практик. У регіоні організовуються йога-ретрити, медитації та семінари з шаманських практик. Такі заходи часто поєднують духовні практики з вивченням природи та традицій народу Сан.

### Інфраструктура та розміщення
Туристична інфраструктура в Калахарі різноманітна. Вона включає розкішні лоджі з повним спектром послуг, приватні вілли, комфортабельні постійні наметові табори (англ. tented camps) та бюджетні кемпінги для самостійних мандрівників. Багато закладів розміщення розташовані в приватних заповідниках, що межують з національними парками, і пропонують ексклюзивні умови для сафарі.
Доступ до багатьох частин Калахарі, особливо до Центрально-Калахарського заповідника, вимагає наявності повнопривідного автомобіля (4x4) та ретельного планування подорожі через віддаленість і брак інфраструктури, такої як заправні станції чи магазини.

## Національні парки
Великі національні парки: Калахарі-Гемсбок (ПАР), Етоша (Намібія) та інші.

## Галерея

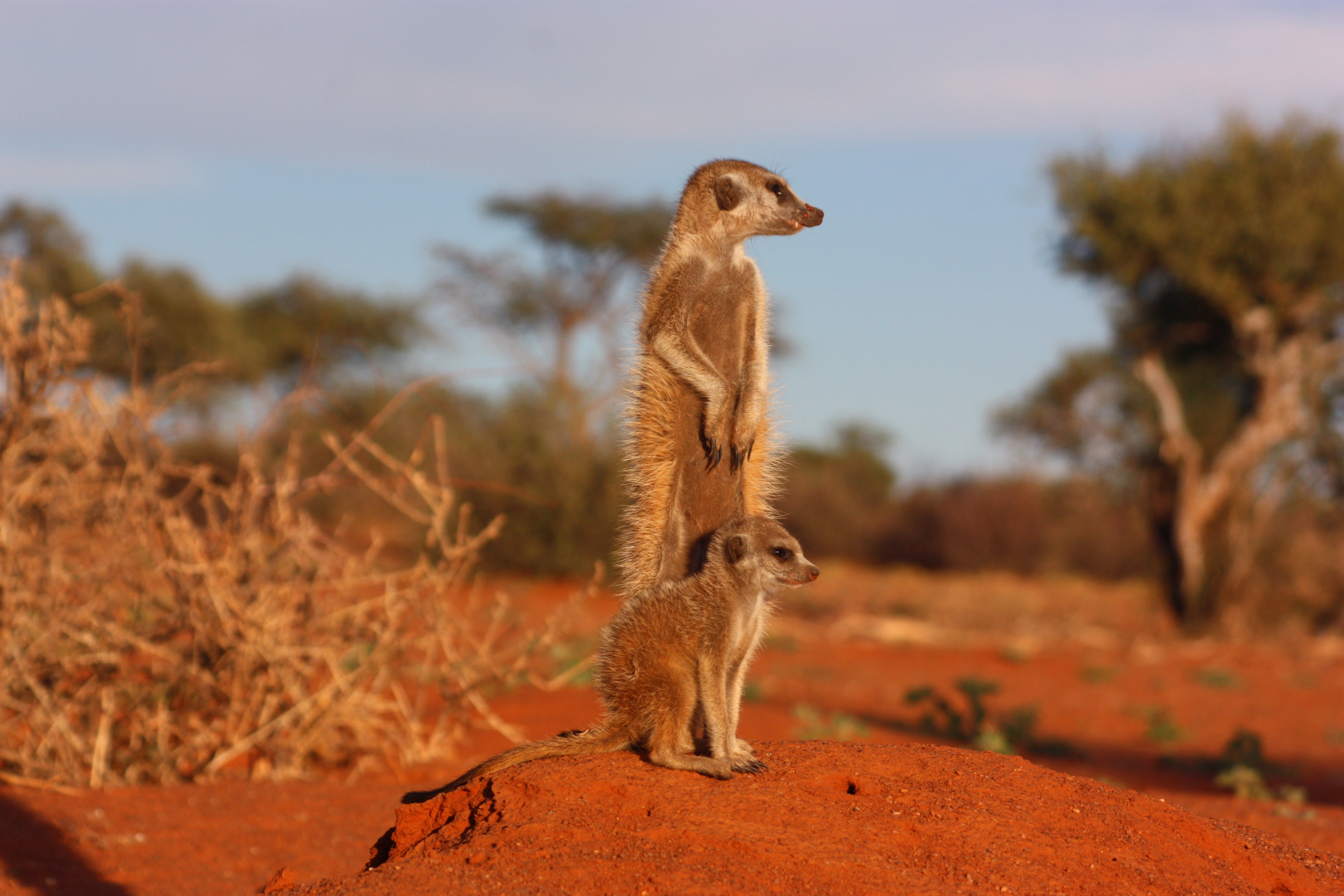
Сурикат із дитинчам
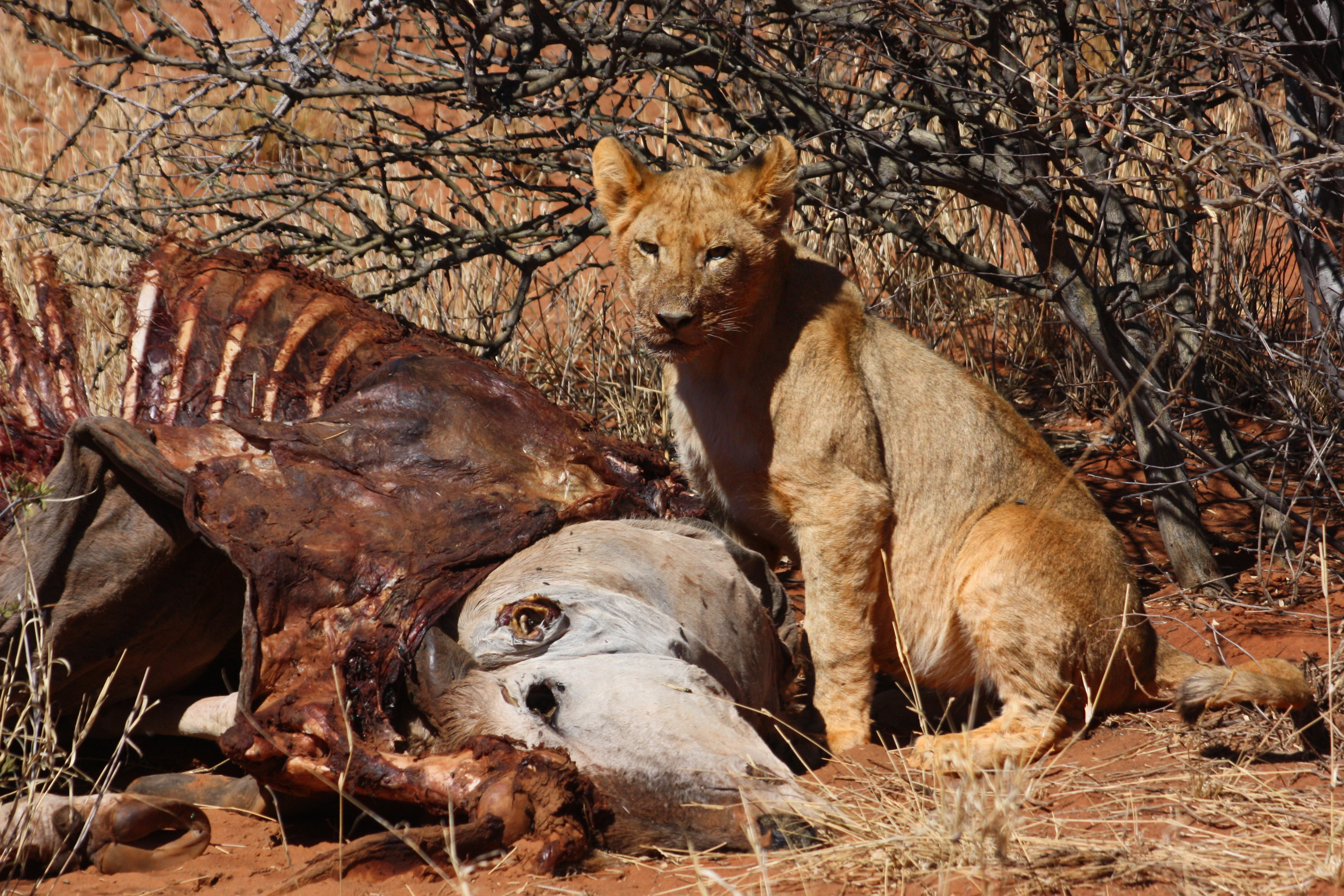
Молодий лев із вбитою канною
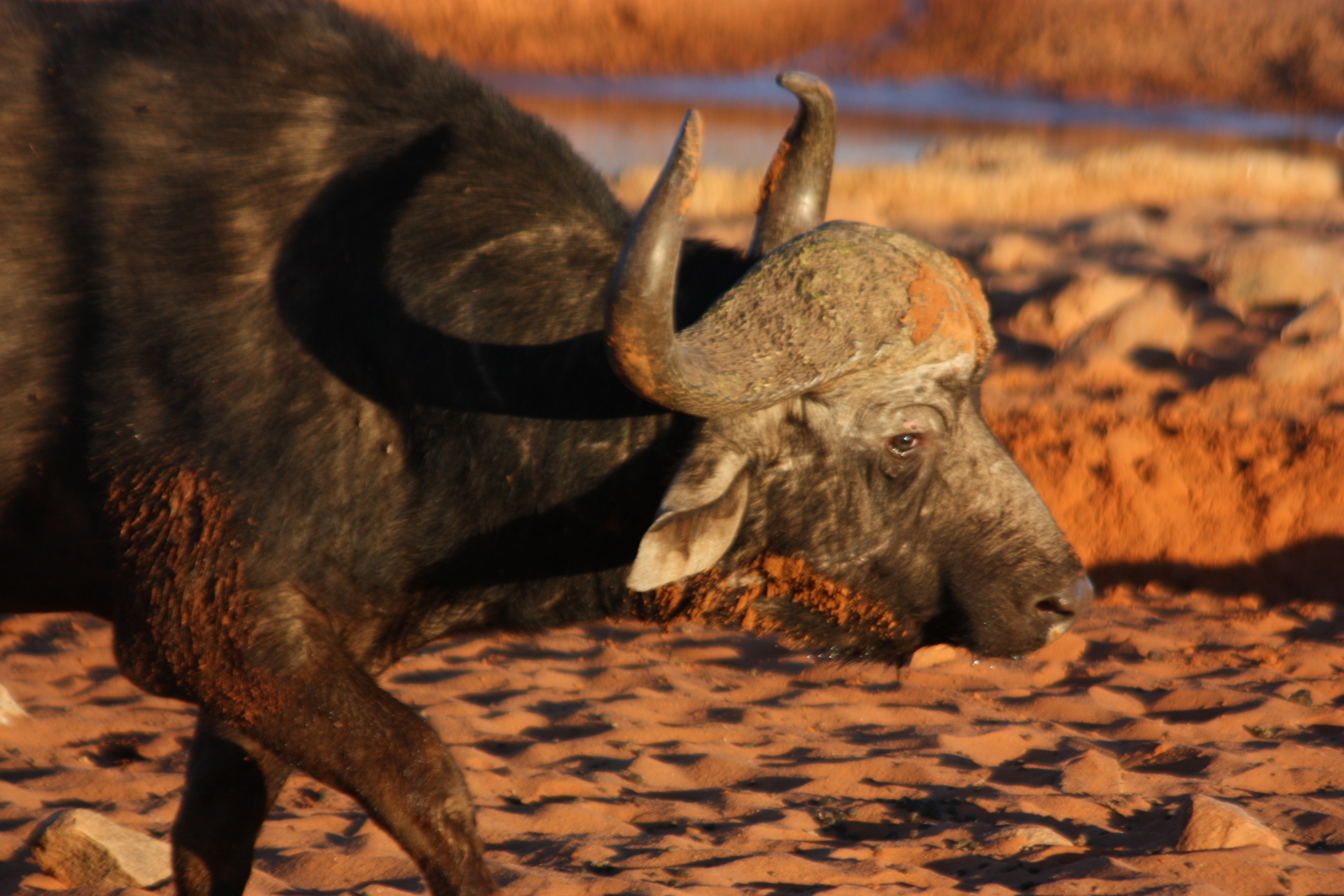
Африканський буйвіл